# Orvar Lindwall
Lars Orvar Martin Lindwall (ur. 10 sierpnia 1941 w Lund) – szwedzki szermierz, dwukrotny medalista mistrzostw świata.
Podczas mistrzostw świata w Turynie w 1961 roku Szwedzi w składzie: Göran Abrahamsson, Ivar Genesjö, Hans Lagerwall, Orvar Lindwall, Berndt-Otto Rehbinder i Axel Wahlberg zdobyli brązowy medal w szpadzie drużynowej. W tej samej konkurencji reprezentacja Szwecji z Lindwallem w składzie zdobyła srebrny medal na mistrzostwach świata w Buenos Aires w 1962 roku.
Wystartował na igrzyskach olimpijskich w Rzymie w 1960 roku, gdzie w szpadzie drużynowej był piąty. Startował tam także we florecie indywidualnym, w którym odpadł w pierwszej rundzie. Na rozgrywanych cztery lata później igrzyskach olimpijskich w Tokio w szpadzie indywidualnej dotarł do półfinałów, a w drużynowej był czwarty. Brał też udział w igrzyskach olimpijskich w Meksyku w 1968 roku, gdzie indywidualnie odpadł w rundach eliminacyjnych, a drużynowo zajął dziewiąte miejsce.